# Nakamura Yuki
Yuki Nakamura (sinh ngày 4 tháng 6 năm 1987) là một cầu thủ bóng đá người Nhật Bản.

## Sự nghiệp câu lạc bộ
Yuki Nakamura đã từng chơi cho FC Gifu.